# Club de Remo Mundaca
El Club de Remo Mundaca es un club deportivo vasco que ha disputado regatas en todas las categorías y modalidades de banco fijo, en bateles, trainerillas y traineras desde su fundación en 1975. En 1978 comenzó a competir en trainera y lo siguió haciendo discontinuamente en los siguientes años hasta 1990, año en el cual no volvería a salir hasta 2001.

## Historia
El club sacó trainera de manera discontinua hasta 1990, y en el año 1992 decidieron unirse al Club de Remo Bermeo y al Club de Remo Elanchove para formar un nuevo club, el Club de Remo Urdaibai. Este nuevo club compitió ese año en trainera, pero en los años siguientes cada club lo hizo independientemente hasta que se volvieron a unir como Urdaibai en 1999. En 2001 Elanchove y Mundaca salieron del proyecto y al año siguiente Mundaca volvió a competir con el nombre de su club en varias regatas de junio.
Tras unos años sin sacar trainera, Mundaca volvió en 2009 entrenado por Sabino Astigarraga y compitiendo en la liga ARC2. Hasta 2015 siguió compitiendo en esta liga, pero en 2016 se unió a Urdaibai B para sacar la trainera en conjunto.